# Eddy Serri
Eddy Serri (Faenza, Emília-Romanya, 23 de novembre de 1974) fou un ciclista italià, professional des del 2000 fins al 2009. Del seu palmarès destaca el Giro de la Romanya de 2007.

## Palmarès
- 1996
  - Vencedor d'una etapa al Girobio
- 1999
  - 1r a la Targa Crocifisso
- 2003
  - Vencedor d'una etapa a la Ster Elektrotoer
- 2007
  - 1r al Giro de la Romanya
- 2008
  - 1r al Giro del Mendrisiotto

### Resultats al Giro d'Itàlia
- 2001. 134è de la classificació general
- 2002. 140è de la classificació general

### Resultats a la Volta a Espanya
- 2002. 95è de la classificació general